# Dezasse család
A Dezasse de Petit Verneuille egy vallon eredetű, később honosított magyar főnemesi család.

## Története
Pierre Dezasse báró két fia, Charles és Joseph kapott indigenátust 1812-ben, azaz honosították őket, felvették őket a magyar főnemesek sorába. Ezzel a honosítással együtt örös jogú tagjai lettek a főrendiháznak is. Birtokaik javarészt Pozsony vármegye területén, a Kis-Kárpátok lábainál feküdtek. Emil (1834–1908) a Vág szabályozásának kormánybiztosa, míg leánya, Mária főhercegnői udvarhölgy volt.

## Címer
Kempelen Béla leírása a Dezasse-címerről:
Czímer: vörös mezőben 3 (2+1) ezüst liliom között arany postakürt; sisakdisz: ezüst liliom; takarók: vörös-ezüst, vörös-arany.